# Ермаков, Николай Дмитриевич
Николай Дмитриевич Ермаков (28 декабря 1867  [9 января 1868], Российская империя — 1927, Териоки, Выборгская губерния, Финляндия) — русский коллекционер, художественный деятель.
Родился 28 декабря 1867 года. В 1884 году окончил Александровский кадетский корпус и 30 августа 1884 года вступил в службу. Затем окончил 1-е военное Павловское училище. В 1892 году окончил Николаевскую академию генерального штаба. С 6.05.1892 — капитан. С 1895 года — в запасе. В 1916 году вновь был определён на военную службу полковником, в распоряжение начальника генерального штаба.
Известен как большой знаток и ценитель художественных произведений, хозяин большой коллекции произведений изобразительного искусства; был в дружеских отношениях с И. Е. Репиным, имел значительное количество его произведений. После Октябрьской революции не смог вывезти свою коллекцию, и она в январе 1918 года поступила в Русский музей.
В эмиграции проживал с семьёй в Териоках, где и скончался. Был похоронен на кладбище при Линтульском монастыре.